# 両石駅
両石駅（りょういしえき）は、岩手県釜石市両石町にある、三陸鉄道リアス線の駅である。
駅愛称は「恋の峠 愛の浜」。

## 歴史

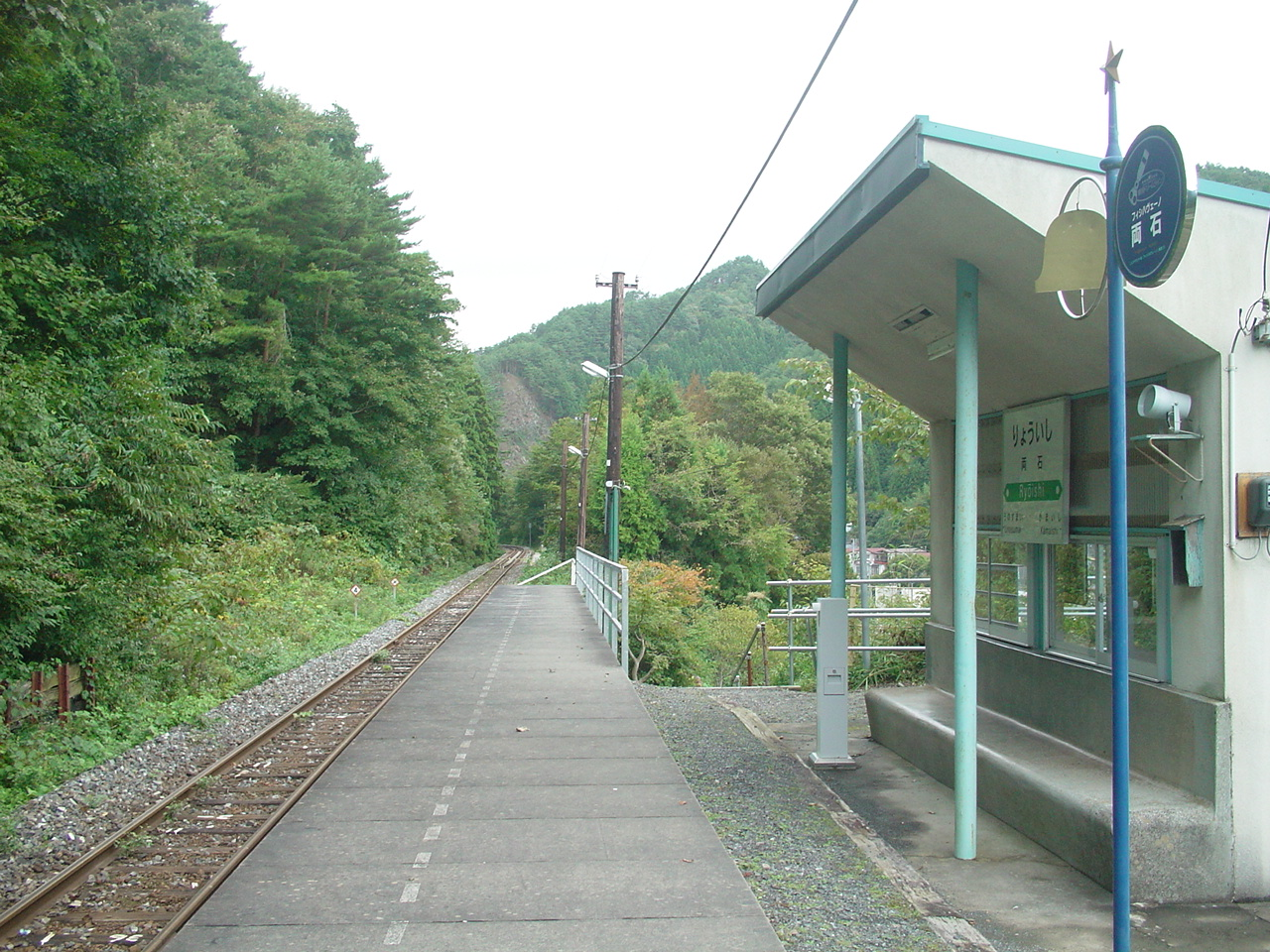
震災前のホーム（2007年9月）

- 1951年（昭和26年）7月23日：国鉄山田線の仮停車場として開設[1]。
- 1954年（昭和29年）9月1日：駅へ昇格[2]。
- 1987年（昭和62年）4月1日：国鉄分割民営化に伴い、東日本旅客鉄道（JR東日本）の駅となる[3]。
- 2011年（平成23年）3月11日：東日本大震災に伴い、営業休止。
- 2018年（平成30年）8月21日：復旧工事後の試運転開始、7年振りに当駅へ車両が入線。
- 2019年（平成31年）3月23日：宮古駅 - 当駅 - 釜石駅間復旧。同時に第三セクター三陸鉄道へ転換、同社リアス線の駅となる[4]。

## 駅構造
単式ホーム1面1線を有する地上駅。小高い山の斜面にある。
無人駅。駅舎は無く、ホーム上に待合所が設置されている。

## 利用状況
「釜石市統計書」によると、2021年度（令和3年度）の1日平均乗車人員は5人である。
2019年度（令和元年度）以降の推移は以下の通り。
| 乗車人員推移       | 乗車人員推移     | 乗車人員推移 |
| 年度               | 1日平均 乗車人員 | 出典         |
| ------------------ | ---------------- | ------------ |
| 2019年（令和元年） | 6                | [ 統計 2 ]   |
| 2020年（令和02年） | 4                | [ 統計 1 ]   |
| 2021年（令和03年） | 5                | [ 統計 1 ]   |

## 駅周辺
- 両石簡易郵便局
- 愛の浜海水浴場
- 国道45号
- 恋ノ峠
- 両石漁港

## その他
- 一般公募による、「恋の峠 愛の浜」という愛称がついている。
- JR東日本が管理していた当時はエスペラントによる、「Fiŝhaveno（フィシハヴェーノ：漁港）」という愛称がついていた。

## 隣の駅
三陸鉄道
■リアス線
釜石駅 - 両石駅 - 鵜住居駅

#### 記事本文
1. ↑  「日本国有鉄道公示181号」『官報』1951年7月23日（国立国会図書館デジタル化資料）
2. ↑  石野哲 編『停車場変遷大事典 国鉄・JR編』 II（初版）、JTB、1998年10月1日、500頁。ISBN 978-4-533-02980-6。
3. ↑  曽根悟（監修） 著、朝日新聞出版分冊百科編集部 編『週刊 歴史でめぐる鉄道全路線 国鉄・JR』 21号 釜石線・山田線・岩泉線・北上線・八戸線、朝日新聞出版〈週刊朝日百科〉、2009年12月6日、19頁。
4. ↑  『「リアス線開通100日前イベント」三陸鉄道リアス線ダイヤ発表について』（PDF）（プレスリリース）三陸鉄道、2018年12月13日。2024年1月11日閲覧。

#### 利用状況
1. 1 2  “Ⅹ　運輸” (PDF). 釜石市統計書（令和3年版）.   釜石市. p. 79 (2023年4月3日). 2023年4月29日閲覧。
2. ↑  “Ⅹ　運輸” (PDF). 釜石市統計書（令和元年版）.   釜石市. p. 79 (2021年4月9日). 2021年5月3日閲覧。